# Mezno
Obec Mezno se nachází v okrese Benešov, kraj Středočeský. Žije zde 383 obyvatel. Součástí obce jsou i vesnice Lažany, Mitrovice, Stupčice a Vestec.
Ve vzdálenosti 15 km jižně leží město Tábor, 18 km jižně město Sezimovo Ústí, 21 km severozápadně město Sedlčany a 23 km jihozápadně město Milevsko.

## Historie
První písemná zmínka o obci pochází z roku 1469.

### Územněsprávní začlenění
Dějiny územněsprávního začleňování zahrnují období od roku 1850 do současnosti. V chronologickém přehledu je uvedena územně administrativní příslušnost obce v roce, kdy ke změně došlo:
- 1850 země česká, kraj České Budějovice, politický okres Milevsko, soudní okres Sedlec[4]
- 1855 země česká, kraj Tábor, soudní okres Sedlec
- 1868 země česká, politický okres Sedlčany, soudní okres Sedlec
- 1939 země česká, Oberlandrat Tábor, politický okres Sedlčany, soudní okres Sedlec[5]
- 1942 země česká, Oberlandrat Praha, politický okres Sedlčany, soudní okres Sedlec[6]
- 1945 země česká, správní okres Sedlčany, soudní okres Sedlec[7]
- 1949 Pražský kraj, okres Votice[8]
- 1960 Středočeský kraj, okres Benešov
- 2003 Středočeský kraj, okres Benešov, obec s rozšířenou působností Votice

### Rok 1932
V obci Mezno (479 obyvatel) byly v roce 1932 evidovány tyto živnosti a obchody: lékař, 2 cihelny, družstvo pro rozvod elektrické energie v Meznu, 3 hostince, kolář, 2 kováři, obuvník, řezník, sanatorium pro plicní choroby, obchod se smíšeným zbožím, 2 trafiky, velkostatek.
V obci Stupčice (110 obyvatel, lázeňské místo, samostatná obec se později stala součástí Mezna) byly v roce 1932 evidovány tyto živnosti a obchody: Lázně Stupčice – léčebný ústav, rolník, skladiště Hospodářského družstva v Sedlci na dr. Wilsonově, obchod se smíšeným zbožím, trafika, obchod se zemskými plodinami.

## Přírodní poměry
Jižně od vesnice leží přírodní památka Suchdolský rybník vyhlášená k ochraně čolka velkého.

## Doprava
Dopravní síť
- Pozemní komunikace – Do obce Mezno i do všech částí obce vedou silnice III. třídy. Okraj katastru protíná dálnice D3 Nová Hospoda 2 Tábor a silnice II/603 Nová Hospoda 2 Sudoměřice u Tábora – Tábor.
- Železnice – Obec protíná železniční trať 220 (Praha –) Benešov u Prahy – Tábor – České Budějovice. Je to jednokolejná elektrizovaná celostátní trať zařazená do evropského železničního systému, součást 4. koridoru. Doprava byla zahájena roku 1871.

Veřejná doprava 2012
- Autobusová doprava – V obci zastavovala autobusová linka Votice-Miličín-Mezno (v pracovních dnech 2 spoje) (dopravce ČSAD Benešov).
- Železniční doprava – Železniční zastávkou Mezno jezdilo v pracovních dnech 13 osobních vlaků, o víkendu 8 osobních vlaků. Rychlíky zde projížděly.

## Turistika
- Cyklistika – Do obce vede cyklotrasa č. 0075 Votice – Heřmaničky – Střezimíř – Mezno.
- Pěší turistika – Obcí vede červeně značená turistická trasa Votice – Miličín – Mezno – Borotín – Tábor.

## Galerie

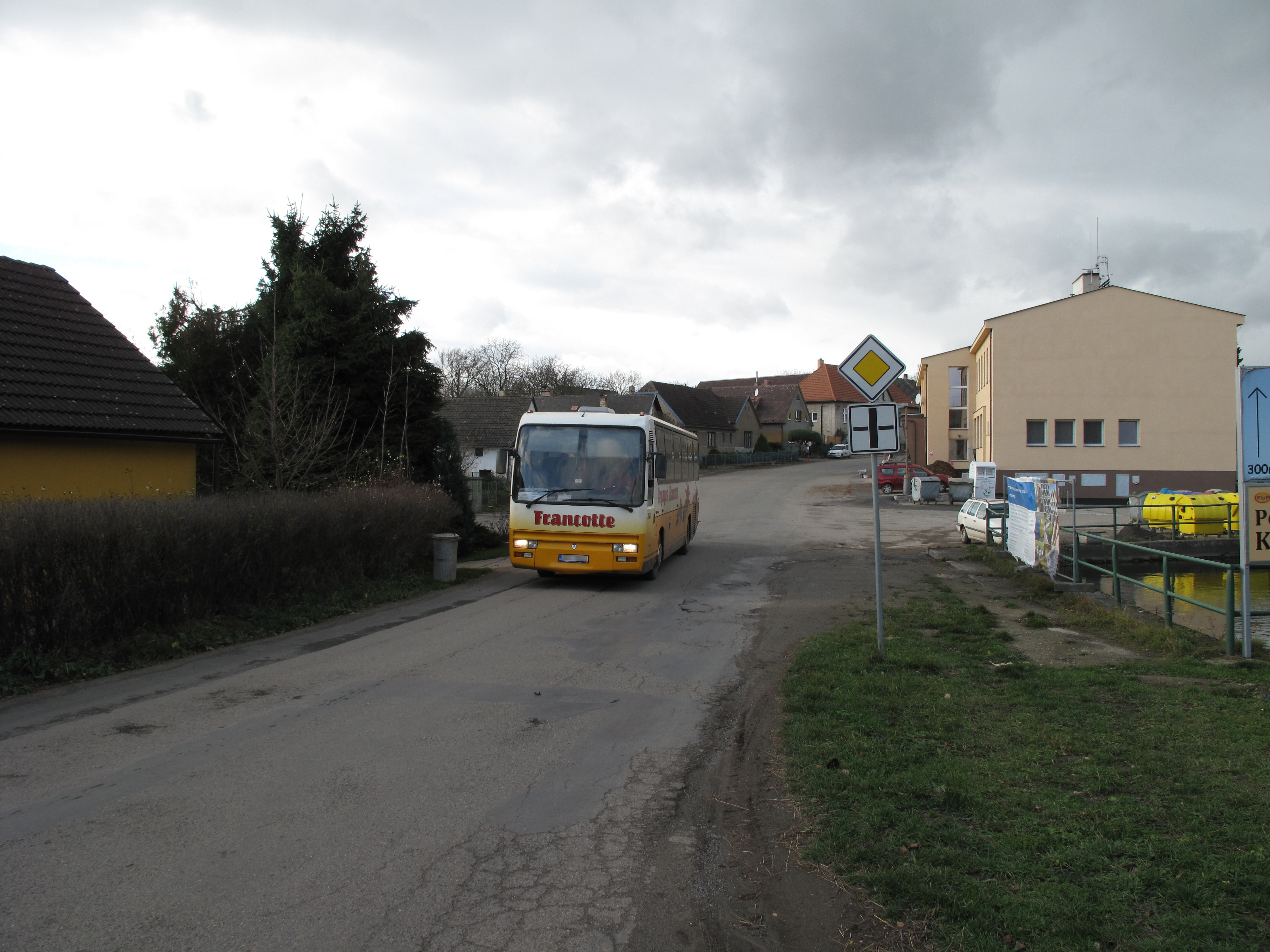
Autobus
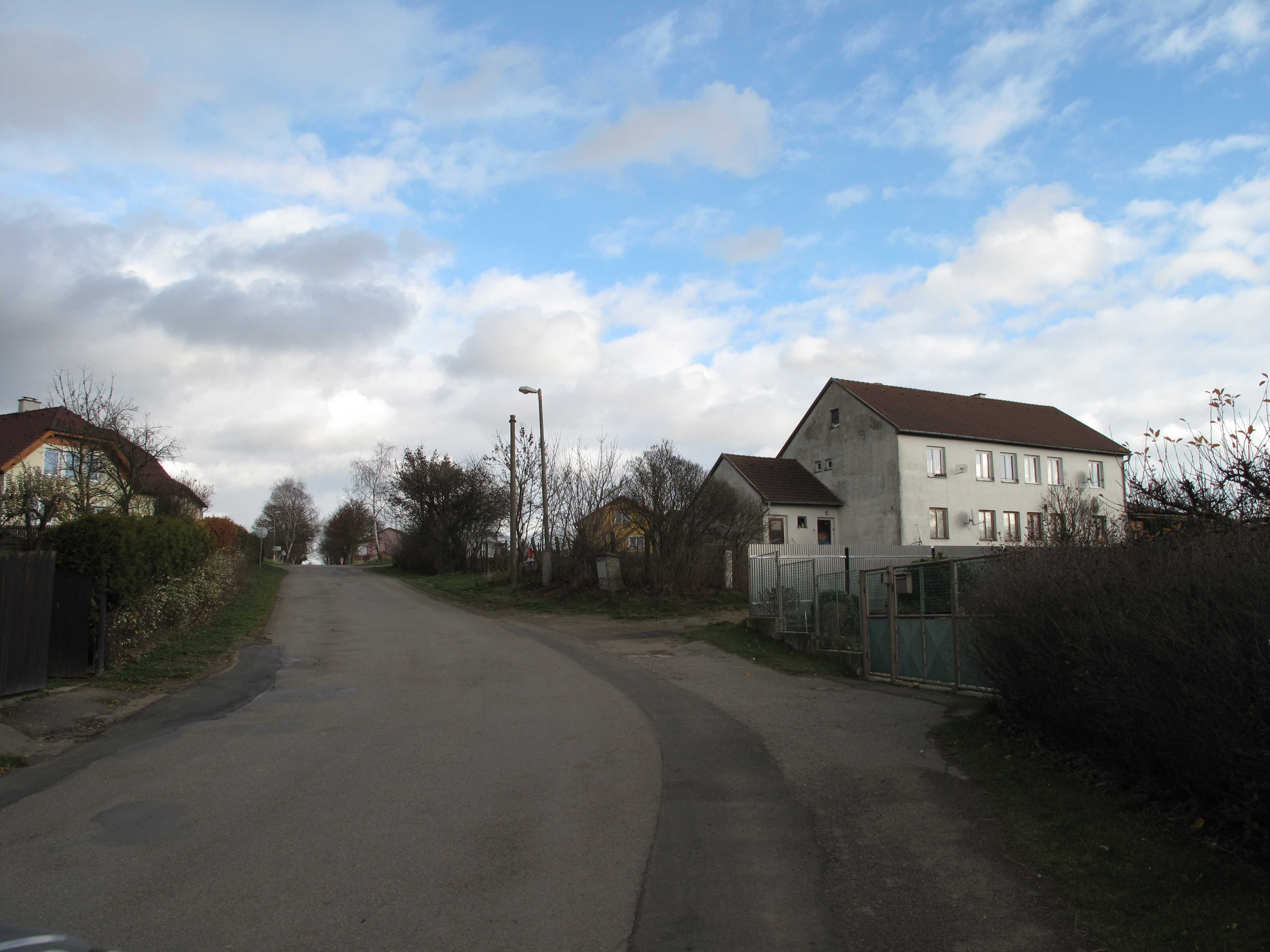
Silnice
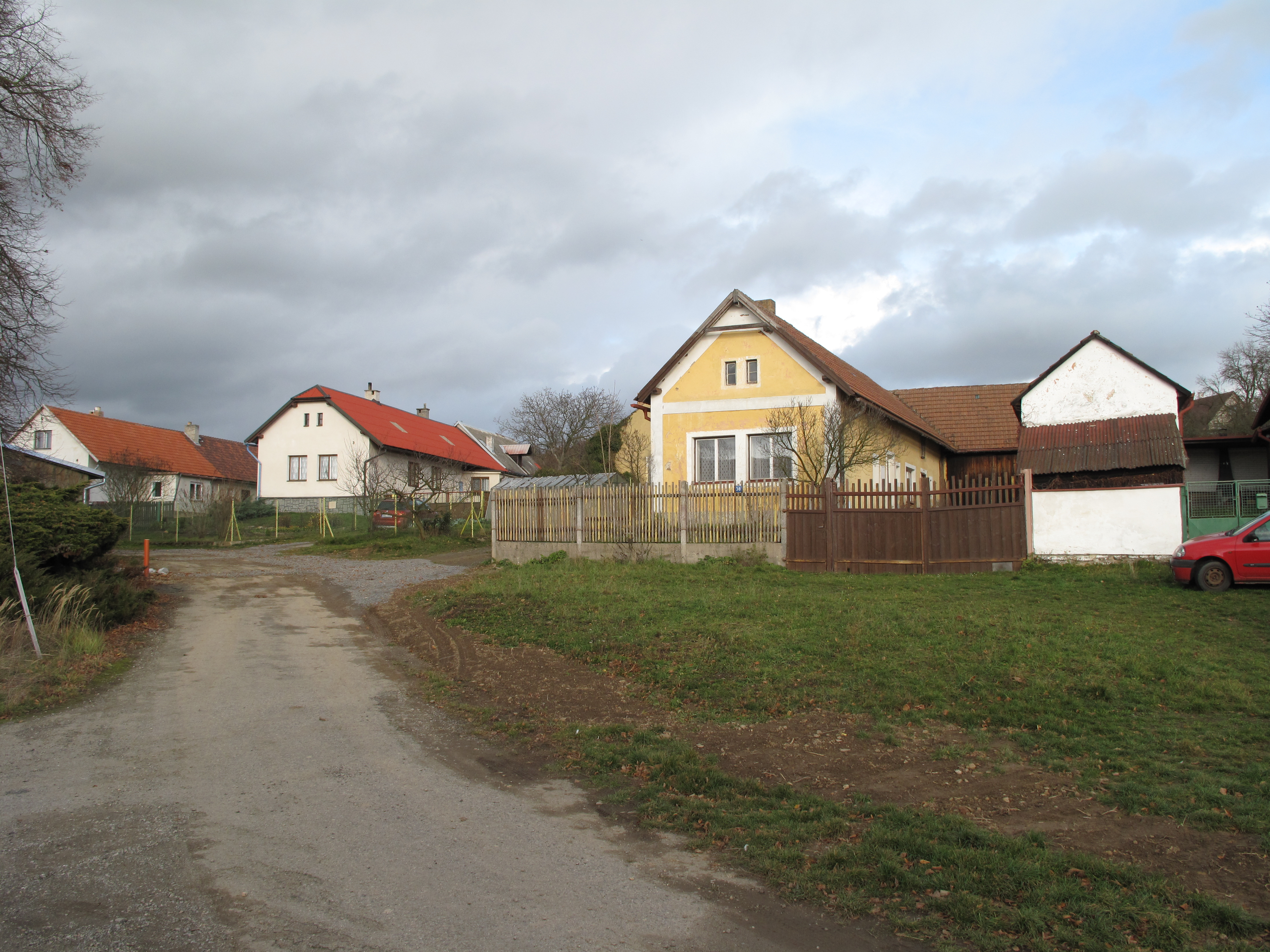
Domy
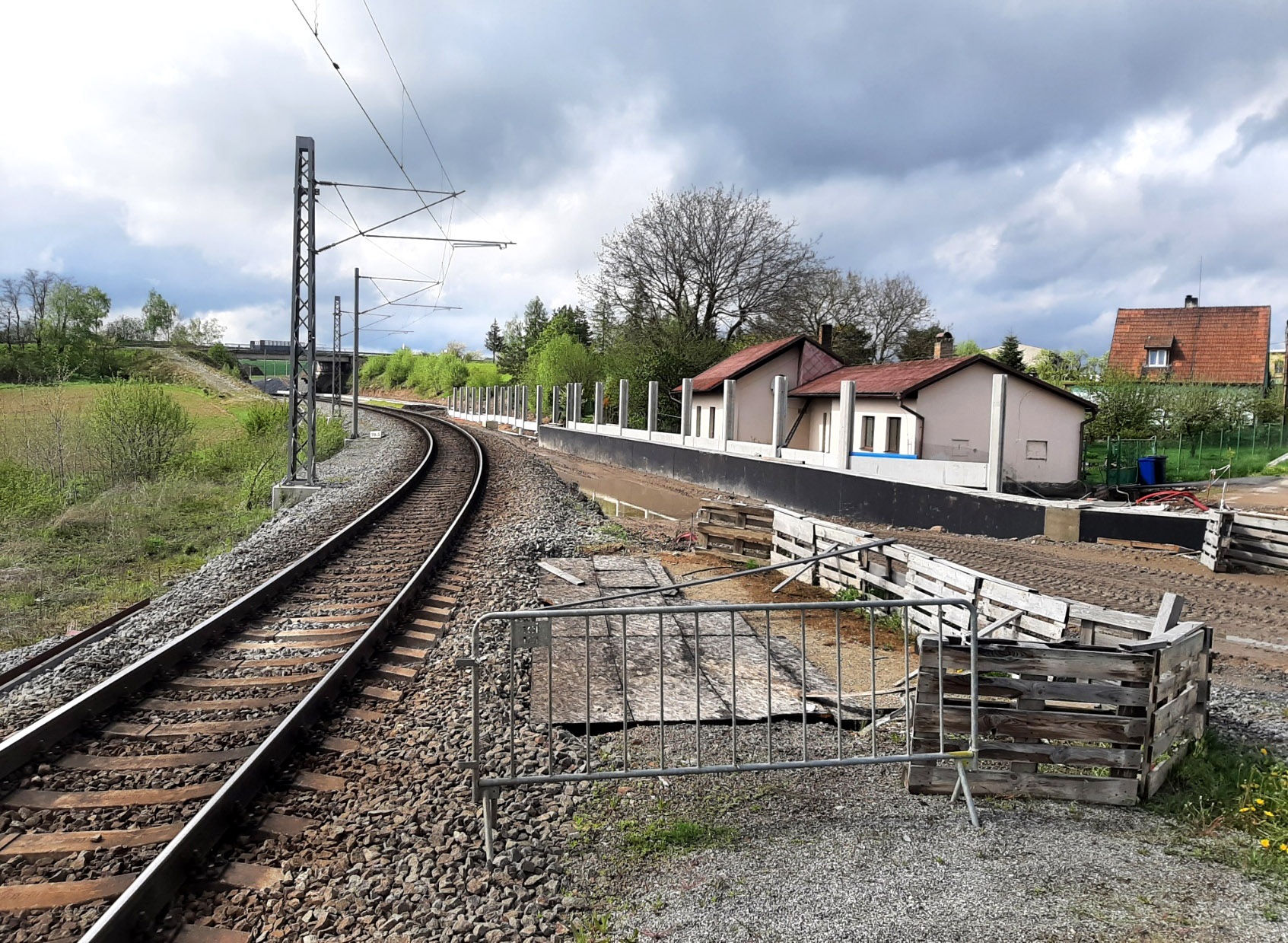
Výstavba 4. železničního koridoru